# Indigofera burchellii
Indigofera burchellii är en ärtväxtart som beskrevs av Dc. Indigofera burchellii ingår i släktet indigosläktet, och familjen ärtväxter. Inga underarter finns listade i Catalogue of Life.